# Antoni Camps Casasnovas
Antoni Camps Casasnovas (Ciutadella, 25 de juliol de 1970) és un polític menorquí, diputat al parlament de les Illes Balears en la VIII i IX legislatura.

## Biografia
Llicenciat en Ciències Econòmiques i Empresarials a la Universitat de Barcelona, ha treballat com a comptable, assessor fiscal i com a administrador econòmic en un col·legi. Militant del Partit Popular de Menorca, fou escollit regidor de Ciutadella a les eleccions municipals espanyoles de 1995, exercint com a responsable de les àrees d'esports, turisme, medi ambient i joventut. Durant el seu mandat es va inaugurar la piscina coberta i es van construir les pistes de tennis municipals. També va impulsar la creació de la primera Junta municipal de Turisme. Ha estat membre del Consell Insular de Menorca de 2007 a 2011 a l'oposició, sent portaveu en temes d'Hisenda i Economia, on va mantenir enfrontaments amb els consellers del PSM especialment amb Tuni Allés.
Ha estat elegit diputat a les eleccions al Parlament de les Illes Balears de 2011 i 2015, sent portaveu d'Hisenda i Pressupostos en ambdues legislatures. Va ser el coordinador de la Llei de finançament dels consells insulars i de la Llei de Finances i un dels diputats més combatius en la defensa del model trilingüe que el Govern de José Ramón Bauzá va intentar aplicar durant la legislatura 2011-2015. A conseqüència d'això, el 2013 fou denunciat per un grup de professors de l'IES Joan Ramis de Maó, amb el suport de l'Assemblea de Docents de Balears per un presumpte delicte contra l'exercici del dret de vaga, coaccions, amenaces, injúries i calúmnies, demanda que finalment va ser arxivada pel Tribunal Superior de Justícia. També ha mantingut durs enfrontaments amb Nel Martí.
Actualment és el coordinador insular a Menorca del partit conservador VOX.